# Extension de groupes
En mathématiques, plus précisément en théorie des groupes, une extension de groupes est une manière de décrire un groupe en termes de deux groupes « plus petits ». Plus précisément, une extension d'un groupe Q par un groupe N est un groupe G qui s'insère dans une suite exacte courte
Autrement dit : G est une extension de Q par N si (à isomorphismes près) N est un sous-groupe normal de G et Q est le groupe quotient G/N.

## Notions associées
- L'extension est dite centrale si N est inclus dans le centre de G.
- L'extension triviale de Q par N est celle qui correspond au produit direct N×Q.
- Une scission de l'extension{\displaystyle 1{\xrightarrow {}}N{\xrightarrow {i}}G{\xrightarrow {p}}Q{\xrightarrow {}}1} est un morphisme{\displaystyle s:Q\to G\quad {\text{tel que}}\quad p\circ s=\mathrm {id} _{Q}.}L'extension est alors dite scindée. Les extensions scindées de Q par N sont celles qui correspondent aux produits semi-directs {\displaystyle N\rtimes Q}. Les groupes Q dont toutes les extensions sont scindées sont les groupes libres[2].
- Un morphisme d'extensions{\displaystyle {\text{de}}\quad 1{\xrightarrow {}}N{\xrightarrow {i}}G{\xrightarrow {p}}Q{\xrightarrow {}}1\quad {\text{dans}}\quad 1{\xrightarrow {}}N{\xrightarrow {i'}}G'{\xrightarrow {p'}}Q{\xrightarrow {}}1}est un morphisme{\displaystyle \varphi :G\to G'}tel que le diagramme associé{\displaystyle {\begin{matrix}&&&G&&&\\&&{\overset {i}{\nearrow }}&&{\overset {p}{\searrow }}&&\\N&&&\downarrow ^{\varphi }&&&Q\\&&{\underset {i'}{\searrow }}&&{\underset {p'}{\nearrow }}&&\\&&&G'&&&\end{matrix}}}commute, c'est-à-dire tel que{\displaystyle \varphi \circ i=i'\quad {\text{et}}\quad p'\circ \varphi =p.}D'après le lemme des cinq court (en), un tel morphisme {\displaystyle \varphi } est toujours un isomorphisme.